# A Christmas Duel
«A Christmas Duel» («Un Duelo Navideño» en español) es un sencillo especial interpretada a dueto por Cyndi Lauper y el grupo de rock sueco The Hives.
Se hizo disponible como una descarga única de sólo el 19 de noviembre de 2008. Debutó en el # 6 en la lista de singles de Suecia que se publicó el 28 de diciembre, y desde entonces ha alcanzado un pico en el # 4 y # 3 (en las listas de descarga).
La canción yuxtapone dulce música con letras desagradable. En cuanto a cómo la colaboración se llevó a cabo:
"Se nos ocurrió con la canción y nos dimos cuenta de que era un dúo, y siempre quisimos hacer un dúo con Cyndi Lauper".
| País   | Posición de Debut | Alta Posición |
| ------ | ----------------- | ------------- |
| Suecia | 6                 | 3             |

- Datos: Q3321182